# 본 조비
본 조비(Bon Jovi)는 1983년에 결성된 미국의 하드 록 밴드이다. 본 조비는 같은 이름의 리드 싱어인 존 본 조비(Jon Bon Jovi; John Francis Bongiovi, Jr.), 기타리스트 리치 샘보라(Richie Sambora), 키보드 연주자 데이비드 브라이언(David Bryan), 드러머 티코 토레스(Tico Torres) 및 현재 베이시스트 휴 맥도날드(Hugh McDonald)로 구성되어 있다. 1994년 알렉 존 서치(Alec John Such)의 탈퇴 후 휴 맥도날드로 비공식 교체된 점만 제외하면, 본 조비의 구성은 시간이 흐름에도 오랫동안 변함이 없었다. 하지만 2013년도에 기타리스트 리치 샘보라가 탈퇴하여 현재는 3인조가 되었다.
여러 록 음악 작곡으로 이름을 알린 본 조비는 1986년 발표한 3번째 앨범 《슬리퍼리 웬 웨트》(Slippery When Wet)로 큰 명성을 얻었다. 이후 쉼 없는 투어와 녹음으로 1980년대 후반을 보낸 뒤, 본 조비는 1990년 뉴저지 투어 후 활동 중단을 선언했고, 그동안 존 본 조비와 리치 샘보라 둘은 성공적인 솔로 앨범을 발표했다.
1992년 본 조비는 《킵 더 페이스》(Keep the Faith)로 복귀했다. 두 번째 활동 중단 이후 2000년 선보인 싱글곡 〈이츠 마이 라이프〉(It's My Life)는 이들을 젊은 세대에게 성공적으로 소개시켰다. 본 조비는 2007년 앨범 《Lost Highway》에서 컨트리 장르와 같이, 그들의 음악에 다른 스타일들을 사용하는 것으로 알려졌다. 이들의 최근 앨범 《왓 어바웃 나우》(What About Now)는 미국에서 2013년 3월 12일 발매되었다.
이들은 활동 중 12장의 스튜디오 앨범, 3장의 컴필레이션 앨범과 한 장의 라이브 앨범을 발표해 전 세계적으로 1억 3천만 장의 판매고를 올렸다. 이들은 50개국 이상에서 3400만이 넘는 팬들에게 2600회가 넘는 콘서트를 선보였고, 2006년 영국 음악 명예의 전당(UK Music Hall of Fame)에 등록되었다. 또 2004년 아메리칸 뮤직 어워드에서 어워드 오브 메리트(Award of Merit) 부문 수상의 영광을 안았다. 존 본 조비와 리치 샘보라는 2009년 송라이터 명예의 전당(Songwriters Hall of Fame)에 등록되었다. 이어 본 조비는 2010년 로큰롤 명예의 전당(Rock and Roll Hall of Fame) 후보로 선정되었지만 등록되지는 못했다.
2018년 로큰롤 명예의 전당
(Rock and Roll of Fame)에 팬투표 1위로 본 조비는 결성된지 35년만에 명예의전당에 입성했다.

## 멤버
- 존 본 조비 (Jon Bon Jovi) - 리드 보컬, 기타(1983 - 현재)
- 티코 토레스 (Tico Torres) - 드럼 (1983 - 현재)
- 데이비드 브라이언 (David Bryan) - 키보드, 피아노, 백 보컬 (1983 - 현재)
- 필 엑스 (Phil X) - 리드기타, 백 보컬, 토크박스 (2013 - 현재)
- 휴 맥도널드 (Hugh Mcdonald) - 베이스, 백 보컬 (1994 - 현재)

### 탈퇴한 멤버
- 데이브 사보 (Dave Sabo) - 기타 (1983)
- 리치 샘보라 (Richie Sambora)  - 리드 기타, 토크박스, 보컬(1983 - 2013)
- 알렉 존 서치 (Alec John Such) - 베이스, 백 보컬(1983 - 1994)

## 음반 목록
- Bon Jovi (1984)
- 7800° Fahrenheit (1985)
- Slippery When Wet  (1986)
- New Jersey (1988)
- Keep the Faith (1992)
- These Days (1995)
- Crush (2000)
- Bounce (2002)
- Have a Nice Day (2005)
- Lost Highway (2007)
- The Circle (2009)
- What About Now (2013)
- Burning Bridges (2015)
- This House Is Not for Sale (2016)
- 2020 (2020)
- Forever (2024)

## 같이 보기
- 브라이언 애덤스 - 90년대 중후반 미국에는 본 조비, 캐나다에는 브라이언 애덤스라는 관계구도
- 구구돌스